# ビールパン
ビールパン、あるいはビールブレッド、ビアブレッドとは、生地にビールを混ぜて作るパンのこと。使用されるビールの種類によって、パン生地が膨らむか膨らまないかが異なる。そのため、ビールパンの種類は、パン酵母を使用しないヘビーブレッドから、パン酵母を使用したライトブレッドやロールパンまで多岐にわたる。風味付けとして、チーズやハーブなどが加えられることもある。

## 概要
ビールパンには、イーストの代わりに重曹を用いてつくる単純な速成パンと、作り方はイーストが用いられる一般的なパンと同じもののビールで味付けされるものがある。ビールとパンは、酵母を使って糖分を二酸化炭素とアルコールに変えるという共通の生成過程を有する。パンの場合、アルコールの大部分は焼き上げる過程で蒸発する。
ビールパンは、小麦粉、ビール、砂糖だけで簡単に作ることができる。クラフトビールをはじめとする瓶詰めされたビールの中には、瓶の底に休眠状態ではあるが生きた酵母の沈殿物が見えるものがあるものの、多くの量販されているビールは、生きた酵母を濾して取り除いてる。ビールから十分な膨らみが得られない限り、重曹、あるいはパン酵母と砂糖といった更なる膨張剤を加えない限り、ビールパンはかなり濃くて重いものになる。小麦粉と起泡剤の混合物である穀粉を使用してもよい。起泡剤を使用しないビールパンは非常にしっかりとした質感の生地であるが、長時間調理しても水分が失われにくく、調理時間が長いほどが厚くなりやすい。必要に応じて、乾燥材料と膨脹剤がすでに含まれているビールパンミックスを購入してもよい。
さまざまなビールを使うことで、多様な特徴を持ったビールパンを作ることができる。ビールパンを作る際にスタウトや黒ビールを使うと、パンの味はより濃くなる。例えば、スタウトビールや黒ビールを使えば、出来上がりのパンの味はより濃くなるし、香辛料や他の風味を加えたビールを使えば、ビールへの添加物と似た味のパンができる。後者のパンの場合、ビールの味は薄くなる。
ビールパンの風味を高めるために、いくつもの調味料を加えることもある。例えば、チェダーチーズやディル、サンドライトマトとハーブ、にんにく、フェタチーズなどが挙げられ、水気のない材料の中に入れられる。ビールパンをすぐに食べないのであれば、保存することで風味が増すというビールパンの特性を考慮することが、どのような風味づけをするかの決め手の一つとなる。